# Wangels
Wangels ist eine Gemeinde im Kreis Ostholstein in Schleswig-Holstein.

## Geografie

### Geografische Lage
Die Gemeinde Wangels erstreckt sich nördlich des Bungsbergs bis an den Küstenstreifen der Ostsee heran am südlichen Rand der Hohwachter Bucht. Naturräumlich wird dieses Gebiet dem Ostholsteinischen Hügel- und Seenland (SO) zugeordnet, einem Teilraum des Schleswig-Holsteinischem Hügellandes.

### Nachbargemeinden
Die Gemeinde grenzt im Osten an die Kleinstadt Oldenburg in Holstein, im Südosten an Lensahn, im Süden an Schönwalde am Bungsberg, im Südwesten an Kirchnüchel sowie im Westen an die Gemeinden Blekendorf und Kletkamp.

### Ortsteile
Die Gemeinde Wangels besteht aus 24 Ortschaften:
Wangels (ehemals Gutsbezirk Farve), Barensdorf, Brök, Charlottenhof, Döhnsdorf, Ehlerstorf, Farve, Farverburg, Friederikenhof, Grammdorf, Hansühn, Hohenstein, Karlshof, Katharinental, Klein Rolübbe, Kreuzkate, Kükelühn, Meischenstorf, Neutestorf, Testorf (ehemals Gutsbezirk Testorf), Testorferfelde, Wasbuck, Weißenhaus (ehemals Gutsbezirk Weißenhaus), Weißenhäuser Strand

## Geschichte
in der Landschaft Wagrien. Ab dem 8. Jahrhundert war das Gebiet wendisch (slawisch) besiedelt, worauf auch die heutigen Ortsnamen noch hinweisen.
Das Gemeindegebiet gehörte ursprünglich drei Gutsbezirken an, aus denen 1933 die Gemeinden Hansühn (Gutsbezirk Testorf), Hohenstein (Gutsbezirk Farve) und Döhnsdorf (Gutsbezirk Weißenhaus) gebildet wurden. Im Jahre 1939 wurden diese drei Gemeinden zur heutigen Gemeinde Wangels zusammengeschlossen.

### Döhnsdorf
Im Westen der Gemeinde an der B 202 gelegenes Dorf – südlich des Dorfes befindet sich die Döhnsdorfer Burg – der Rest einer mittelalterlichen Turmhügelburg.

### Grammdorf
In Grammdorf, das seit der Steinzeit besiedelt ist, befindet sich ein Ganggrab (Steinkammer von Grammdorf). Hier befand sich im 12. Jahrhundert eine slawische Burg, die wohl aus einem Ringwall aus Erde und Holz bestand.

### Hansühn
Etymologisch leitet sich Hansühn von den mittelniederdeutschen Vokabeln han (hoch) und Sühn (Sonne) ab und bedeutet Hohe Sonne, was auf die hohe Lage des Dorfes zurückzuführen ist.
Die Christuskirche wurde auf der Kammhöhe eines eiszeitlichen Moränenzuges errichtet. Der Bau wurde 1896 an der Stelle einer Kirche des 13. Jahrhunderts errichtet. Er weist an der südöstlichen Seite ein Feldsteinmauerwerk auf. Beim Bau verwendete der Hamburger Architekt Hugo Groothoff behauene Feldsteine und gliedernde Zierziegelpartien und erreichte damit im Äußeren ein an romanische Kirchen erinnerndes Erscheinungsbild. Die Mauertechnik und die neugotischen Buntfenster verraten jedoch die jüngere Entstehungszeit. Das Kirchenschiff wird von einem gebrochenen offenen Dachstuhl überspannt. Die sich hinter dem mächtigen runden Chorbogen öffnende Apsis wird von einer Halbkuppel abgeschlossen. In den querschiffähnlichen Ausbauten sind Emporen eingespannt, deren Zugang über die jeweils außen angelegten halbrunden Treppentürme erfolgt.
Neben spätgotischen Skulpturen der Kreuzgruppe ist die geschnitzte gotische Thronende Madonna mit Kind (um 1320/25) aus einer Lübecker Werkstatt von Bedeutung.

### Meischenstorf
Am hohen Ostufer eines Baches liegt das Ganggrab von Wangels-Meischenstorf.

### Kirchen
Im Gemeindegebiet liegt neben der Christuskirche in Hansühn auch die Kirche Hohenstein, deren Kirchenpatronat die Gutsherren von Gut Farve innehatten.

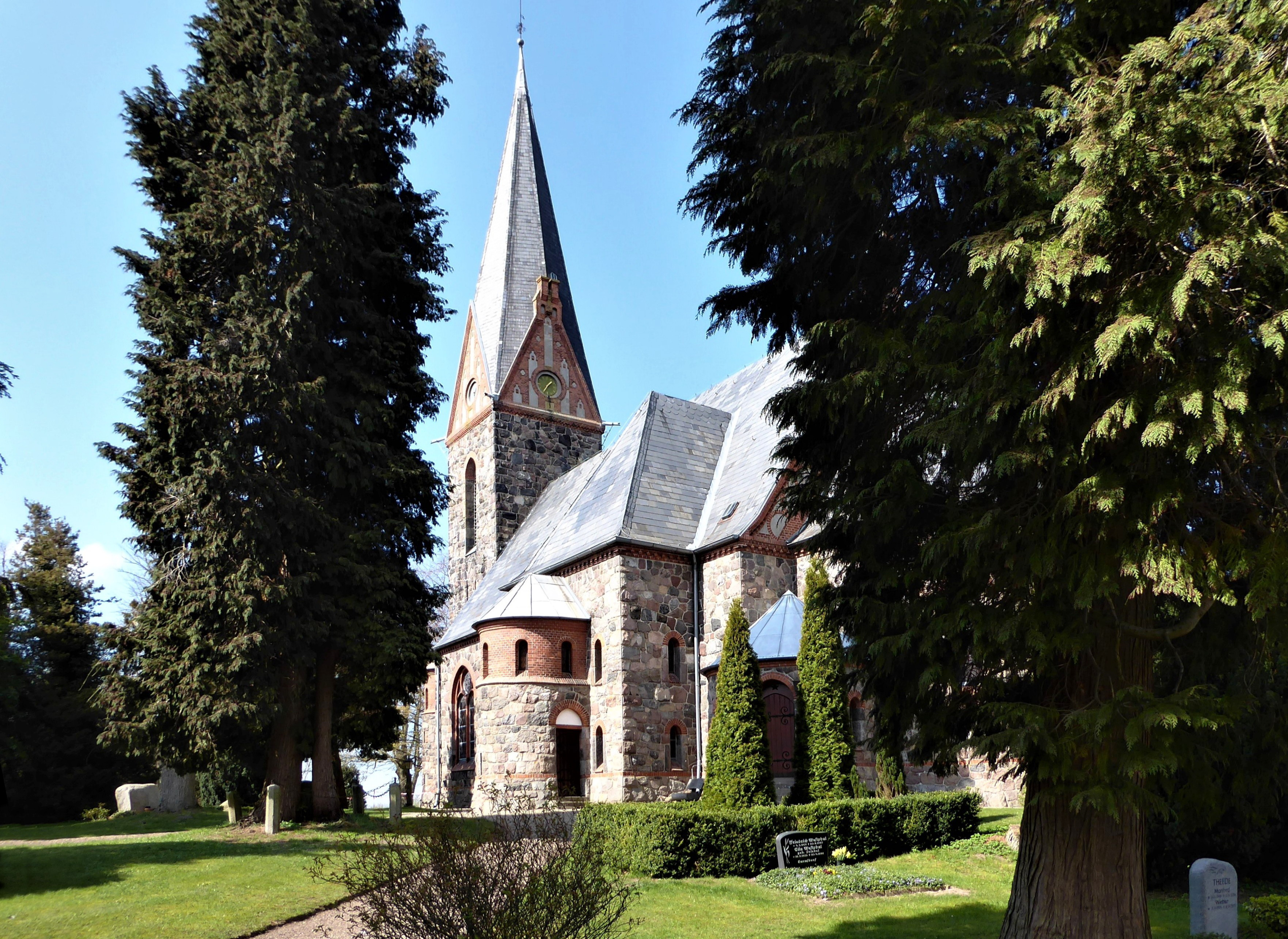
Christuskirche, Hansühn
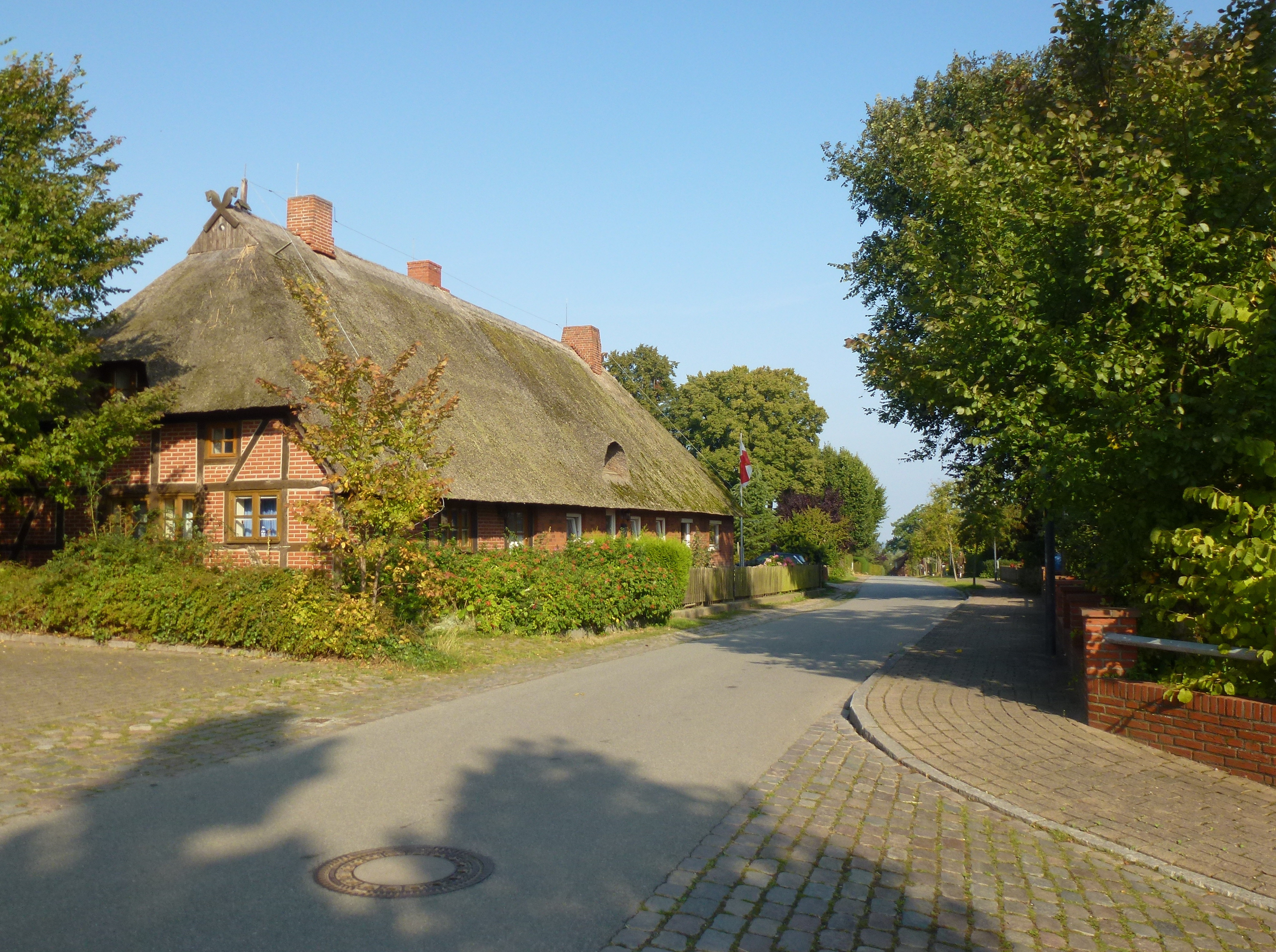
Döhnsdorf, Dorfstraße in Ortsmitte
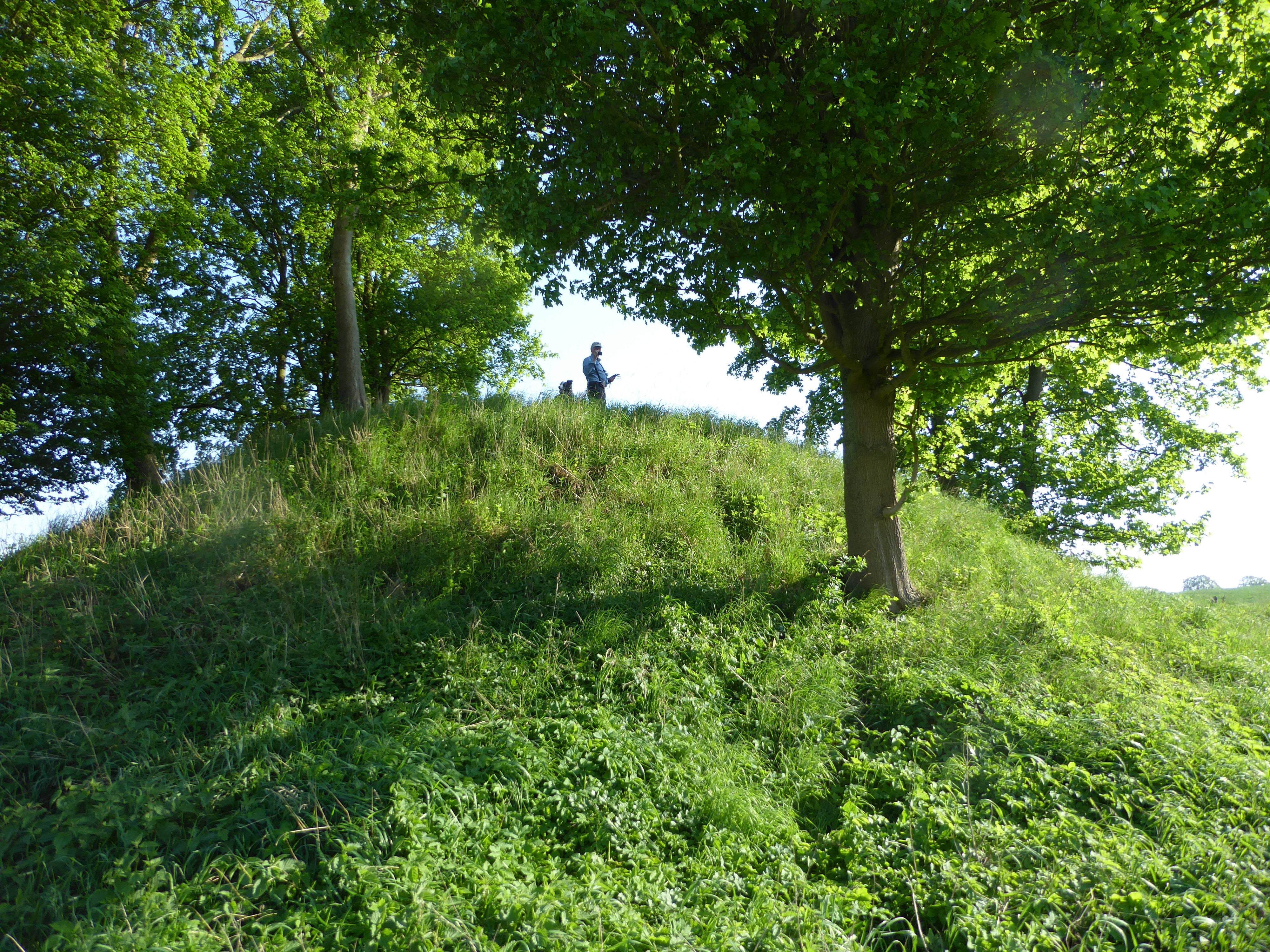
Döhnsdorfer Burghügel
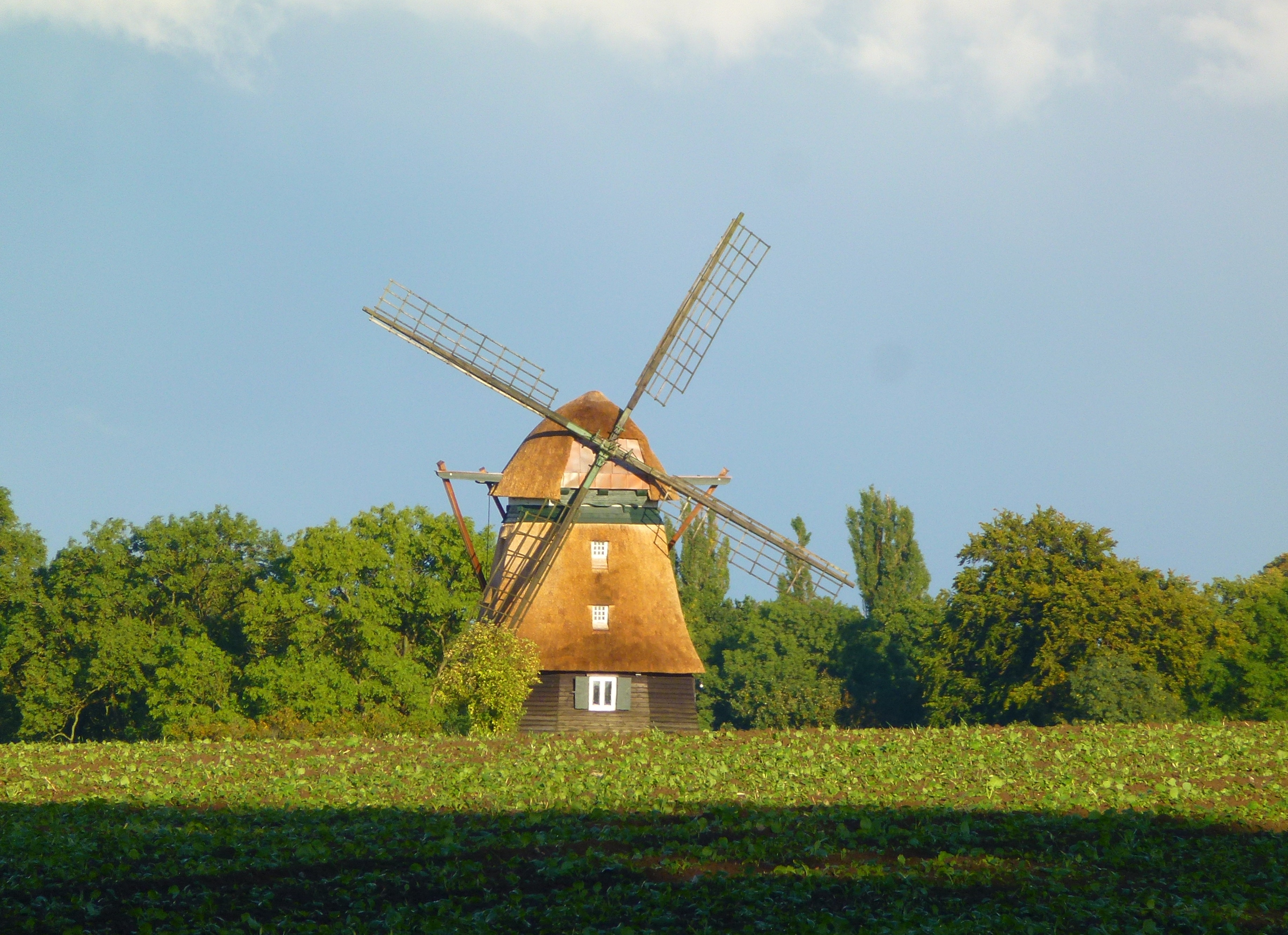
Die Farver Mühle von 1828
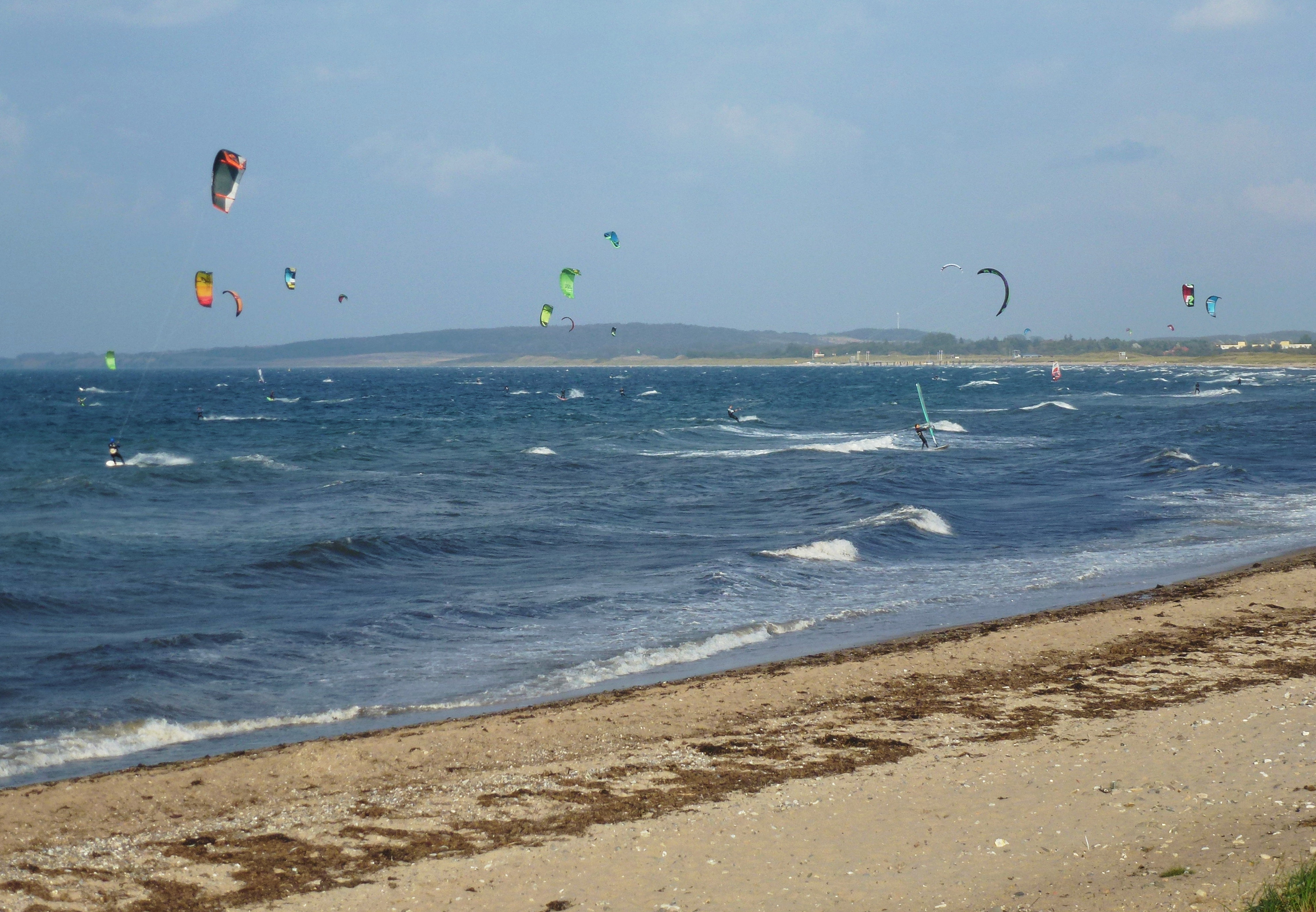
Weißenhäuser Strand

### Güter

#### Ehlerstorf
Das Gut Ehlerstorf wurde im späten Mittelalter begründet. Das Herrenhaus geht auf ein typisches Doppelhaus zurück, es stammt im Kern aus dem 16. Jahrhundert. Im 20. Jahrhundert wurde die Hofanlage des Guts im historischen Stil erneuert.

#### Farve
Das Gut Farve existiert seit dem Jahre 1454, das heutige Herrenhaus wurde 1837 neugotisch umgebaut. Das Gut befindet sich in Privatbesitz und ist nicht zugänglich.
Zu dem Gut gehört die Farver Mühle – eine Windmühle von 1828.

#### Testorf
Gut Testorf wurde 1460 gegründet, das heutige neobarocke Herrenhaus stammt überwiegend aus der Zeit um 1774, wurde 1764 bis 1784 durch den Eutiner Hofbaumeister Georg Greggenhofer umgestaltet und 1902 nochmals weitgehend umgebaut. Das Gut befindet sich in Privatbesitz und ist nicht öffentlich zugänglich. Die Gebäude sind axialsymmetrisch angelegt und liegen in einem weitläufigen Park. Besonders das von Greggenhofer errichtete Torhaus ist sehenswert.

#### Weißenhaus
Das Herrenhaus des Gutes Weißenhaus und das zugehörige Gutsdorf mit 16 Häusern (ca. 50 Hektar) wurde im Oktober 2005 vom Grafen Platen-Hallermund an den Hamburger Unternehmer Jan Henric Buettner verkauft.
Das Herrenhaus des einstmals zu Weißenhaus gehörenden Guts Friederikenhof stammt aus dem Jahr 1895.

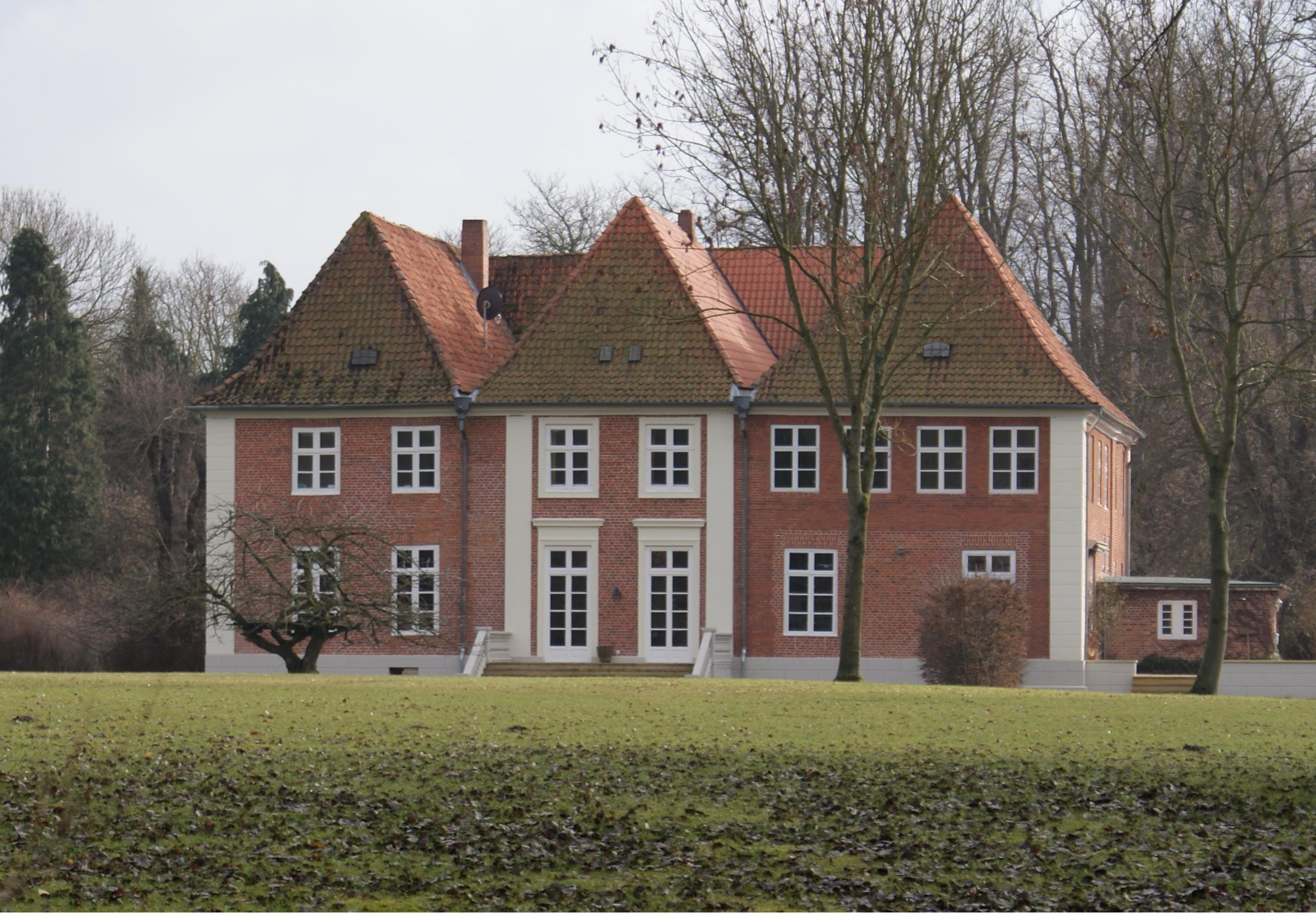
Gut Ehlerstorf
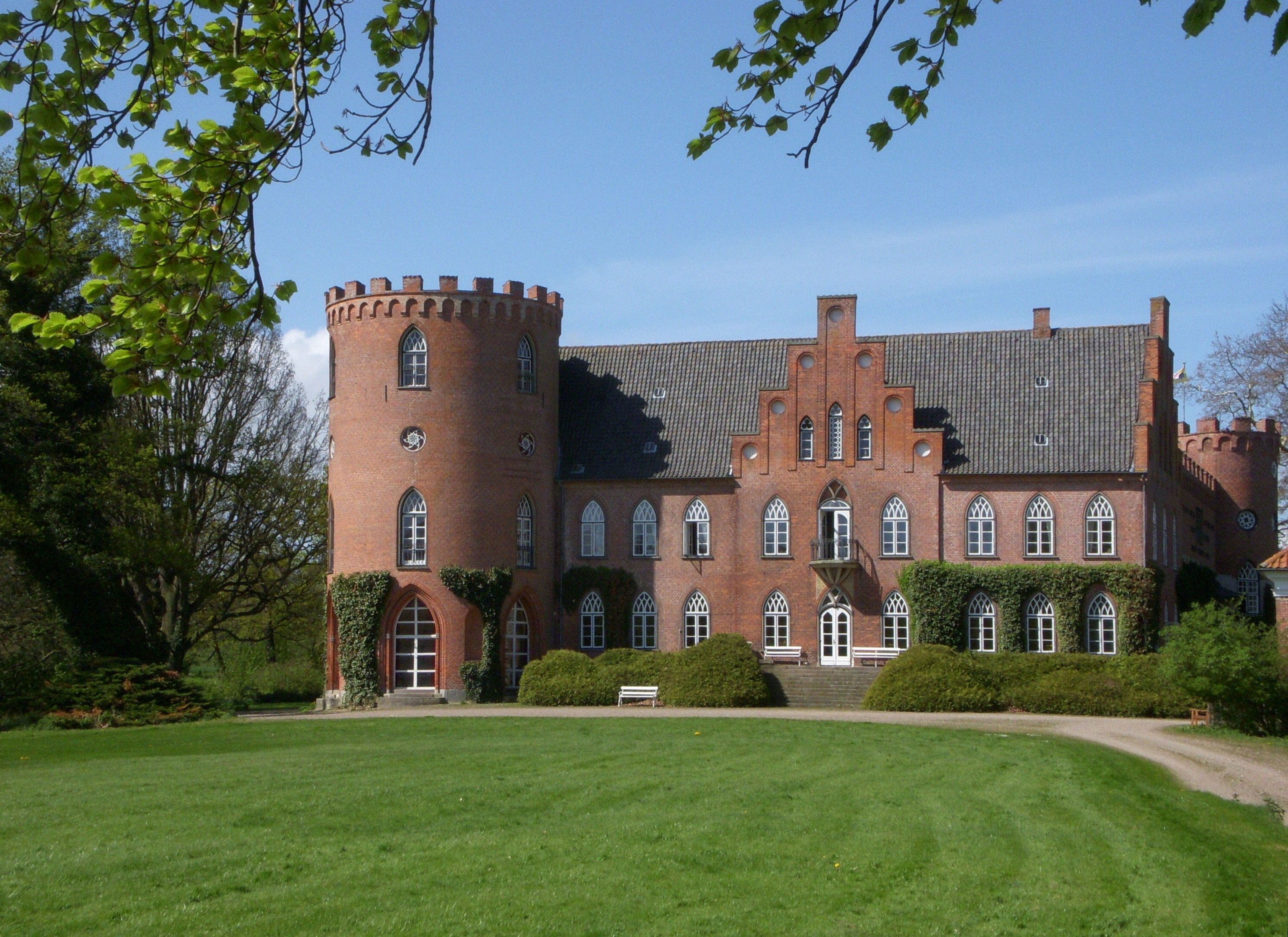
Gut Farve
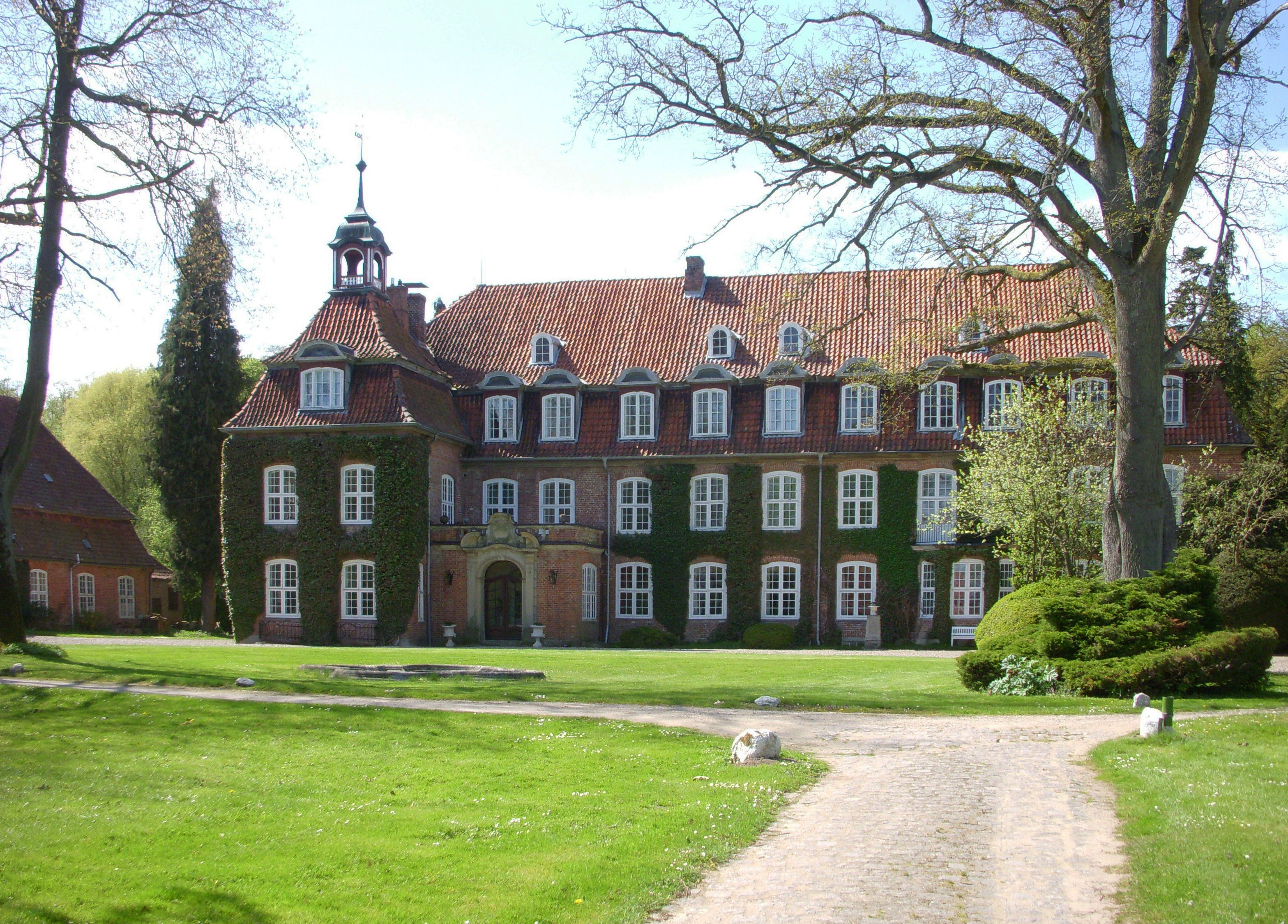
Gut Testorf
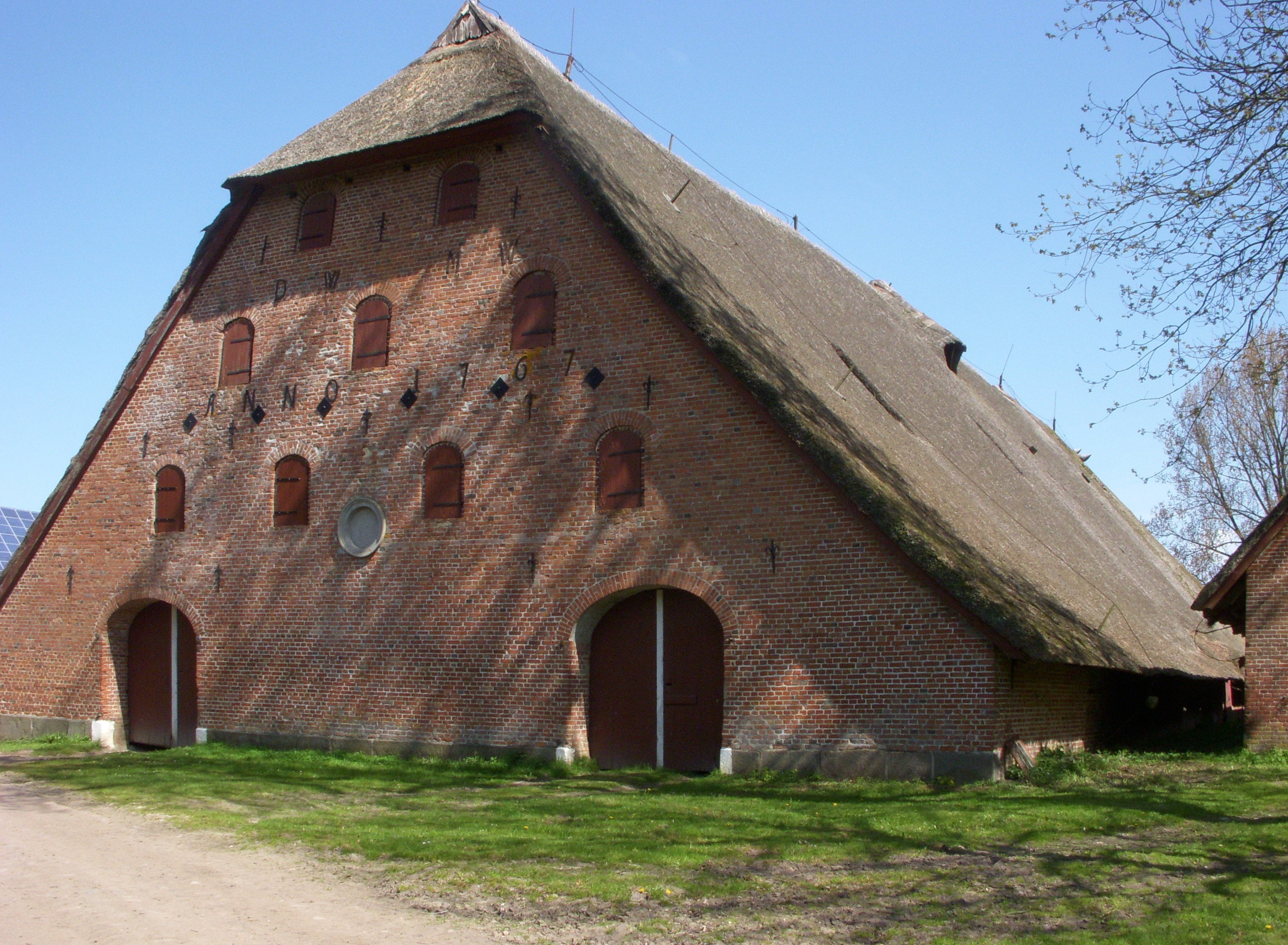
Gut Testorf, alte Weizenscheune
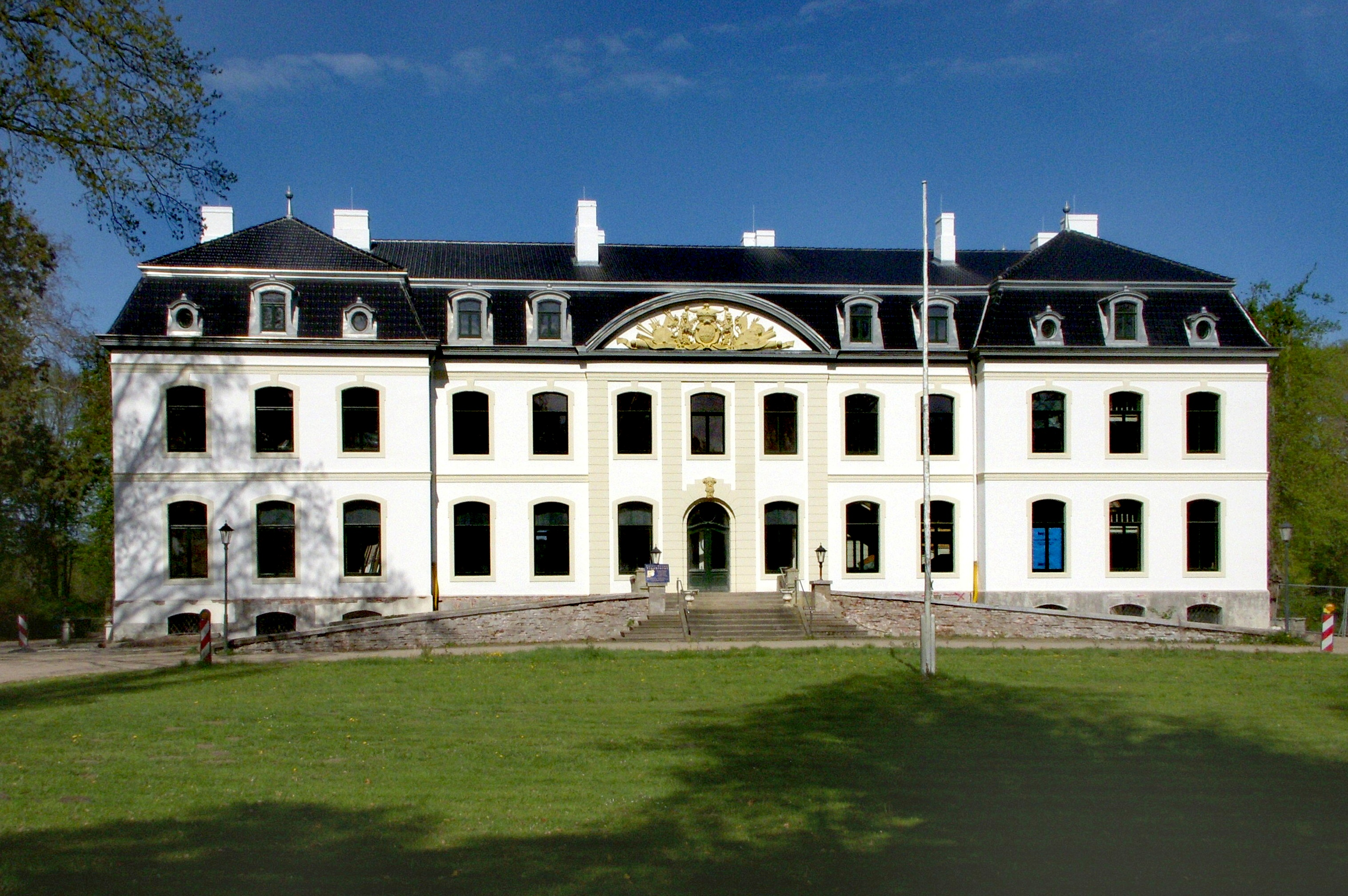
Gut Weißenhaus

## Politik

### Gemeindevertretung
Die Gemeindewahl am 14. Mai 2023 führte bei einer Wahlbeteiligung von 65,0 % (2018: 62,1 %) zu dem in den Diagrammen dargestellten Ergebnis.
| Gemeindevertretungswahl Wangels 2023 %706050403020100 67,0 %27,6 %5,5 %n. k. % BGWaCDUGrüneSPDGewinne und Verlusteim Vergleich zu 2018 %p 6 4 2 0 −2 −4 −6+3,6 %p−3,8 %p+5,5 %p−5,2 %pBGWCDUGrüneSPDAnmerkungen:a Bürgergemeinschaft Gemeinde Wangels | Sitzverteilung in der Gemeindevertretung Wangels seit 2023Insgesamt 13 Sitze - Grüne: 1 - BGW: 9 - CDU: 3 |

### Wappen
Blasonierung: „Geviert. 1 in Rot das silberne holsteinische Nesselblatt, 2 in Silber drei blaue Wellenbalken, 3 in Silber eine grüne Damwildschaufel, 4 in Rot eine schräglinks gestellte goldene Ähre.“

### Kommunalverwaltung
Die Gemeinde Wangels wird durch das Amt Oldenburg-Land kommunal verwaltet.

## Verkehr
Die Gemeinde Wangels liegt an der B 202 an seinem östlichen Abschnitt zwischen dem Großraum Kiel und dem Anschluss an der A 1 bei Oldenburg in Holstein.

## Persönlichkeiten
- Ernst-Michael von Abercron (* 1952), Politiker
- Gerhard Eckert (1912–2009), Schriftsteller, Journalist und Publizist, wohnhaft in Kükelühn
- Hildegard Grube-Loy (1916–2002), Aquarellmalerin
- Elisabeth Margareta Hamann (1853–1931), Publizistin der katholischen Frauenbewegung, Schriftstellerin und Literaturhistorikerin
- Alice Ricciardi-von Platen, geb. Gräfin von Platen-Hallermund (1910–2008), Ärztin und Psychoanalytikerin
- Robin Schinkewitz (* 1994), Vorsitzender und Gründer des Dartbereichs beim SV Hansühn
- Hans-Adolf Wilckens (1902–1988), Oberlandforstmeister